# Meredith (condado de Belknap)
Meredith es un lugar designado por el censo ubicado en el condado de Belknap en el estado estadounidense de Nuevo Hampshire. En el Censo de 2010 tenía una población de 1.718 habitantes y una densidad poblacional de 359,92 personas por km².

## Geografía
Meredith se encuentra ubicado en las coordenadas 43°39′26″N 71°30′12″O / 43.65722, -71.50333. Según la Oficina del Censo de los Estados Unidos, Meredith tiene una superficie total de 4.77 km², de la cual 3.82 km² corresponden a tierra firme y (20.08%) 0.96 km² es agua.

## Demografía
Según el censo de 2010, había 1.718 personas residiendo en Meredith. La densidad de población era de 359,92 hab./km². De los 1.718 habitantes, Meredith estaba compuesto por el 97.15% blancos, el 0.35% eran afroamericanos, el 0.06% eran amerindios, el 1.05% eran asiáticos, el 0% eran isleños del Pacífico, el 0.12% eran de otras razas y el 1.28% pertenecían a dos o más razas. Del total de la población el 1.34% eran hispanos o latinos de cualquier raza.